# Spółgłoska boczna szczelinowa dziąsłowa dźwięczna
Spółgłoska boczna szczelinowa dziąsłowa dźwięczna – rodzaj dźwięku spółgłoskowego występujący w językach naturalnych. W międzynarodowej transkrypcji fonetycznej IPA oznaczana jest symbolem: [ɮ].

## Artykulacja
W czasie artykulacji podstawowego wariantu [ɮ]:
- modulowany jest prąd powietrza wydychanego z płuc, czyli artykulacja tej spółgłoski wymaga inicjacji płucnej i egresji,
- tylna część podniebienia miękkiego zamyka dostęp do jamy nosowej, powietrze uchodzi przez jamę ustną (spółgłoska ustna)
- prąd powietrza w jamie ustnej przepływa po bokach języka
- język kontaktuje się z dziąsłami, tworząc szczelinę na tyle wąską, że masy powietrza wydychanego z płuc tworzą charakterystyczny szum.
- wiązadła głosowe periodycznie drgają, spółgłoska ta jest dźwięczna.

## Przykłady
- w języku mongolskim: долоо [tɔɮɔː] „siedem”
- w języku zulu: dlala [ˈɮálà] „grać”
- faryngalizowana wersja tej spółgłoski (IPA [ɮˤ]) występowała prawdopodobnie w klasycznym języku arabskim. W hadisach jest wspomniane, że Mahomet wymawiał spółgłoskę ﺽ ḍād „obiema stronami swojego języka”[1]. We współczesnym arabskim fonem ten jest realizowany jako [dˁ] lub (zwłaszcza w Sudanie) [ðˁ].